# غودسبرينغز
غولدسبرينغز (بالإنجليزية: Goodsprings)‏ هو تجمع سكني غير مدخل في مقاطعة كلارك في ولاية نيفادا الأمريكية.  بلغ عدد السكان 229 نسمة حسب تعداد عام 2010. 

## المناخ
يظهر الجدول التالي التغييرات المناخية على مدار السنة لغودسبرينغز:
| البيانات المناخية لـغودسبرينغز              | البيانات المناخية لـغودسبرينغز | البيانات المناخية لـغودسبرينغز | البيانات المناخية لـغودسبرينغز | البيانات المناخية لـغودسبرينغز | البيانات المناخية لـغودسبرينغز | البيانات المناخية لـغودسبرينغز | البيانات المناخية لـغودسبرينغز | البيانات المناخية لـغودسبرينغز | البيانات المناخية لـغودسبرينغز | البيانات المناخية لـغودسبرينغز | البيانات المناخية لـغودسبرينغز | البيانات المناخية لـغودسبرينغز | البيانات المناخية لـغودسبرينغز |
| الشهر                                       | يناير                          | فبراير                         | مارس                           | أبريل                          | مايو                           | يونيو                          | يوليو                          | أغسطس                          | سبتمبر                         | أكتوبر                         | نوفمبر                         | ديسمبر                         | المعدل السنوي                  |
| ------------------------------------------- | ------------------------------ | ------------------------------ | ------------------------------ | ------------------------------ | ------------------------------ | ------------------------------ | ------------------------------ | ------------------------------ | ------------------------------ | ------------------------------ | ------------------------------ | ------------------------------ | ------------------------------ |
| الدرجة القصوى °ف (°م)                       | 73 (23)                        | 75 (24)                        | 86 (30)                        | 95 (35)                        | 108 (42)                       | 112 (44)                       | 115 (46)                       | 113 (45)                       | 105 (41)                       | 95 (35)                        | 81 (27)                        | 68 (20)                        | 115 (46)                       |
| متوسط درجة الحرارة الكبرى °ف (°م)           | 55.2 (12.9)                    | 58.1 (14.5)                    | 67.0 (19.4)                    | 74.9 (23.8)                    | 88.8 (31.6)                    | 98.0 (36.7)                    | 101.8 (38.8)                   | 99.4 (37.4)                    | 91.9 (33.3)                    | 77.3 (25.2)                    | 63.7 (17.6)                    | 53.4 (11.9)                    | 77.4 (25.2)                    |
| متوسط درجة الحرارة الصغرى °ف (°م)           | 31.8 (−0.1)                    | 34.3 (1.3)                     | 39.0 (3.9)                     | 44.1 (6.7)                     | 54.0 (12.2)                    | 61.5 (16.4)                    | 68.8 (20.4)                    | 66.6 (19.2)                    | 60.5 (15.8)                    | 49.9 (9.9)                     | 38.1 (3.4)                     | 31.7 (−0.2)                    | 48.4 (9.1)                     |
| أدنى درجة حرارة °ف (°م)                     | 9 (−13)                        | 14 (−10)                       | 21 (−6)                        | 25 (−4)                        | 36 (2)                         | 41 (5)                         | 55 (13)                        | 48 (9)                         | 42 (6)                         | 31 (−1)                        | 16 (−9)                        | 13 (−11)                       | 9 (−13)                        |
| الهطول إنش (مم)                             | 0.90 (23)                      | 1.63 (41)                      | 0.47 (12)                      | 0.45 (11)                      | 0.04 (1.0)                     | 0.02 (0.51)                    | 0.55 (14)                      | 0.54 (14)                      | 0.30 (7.6)                     | 0.67 (17)                      | 0.33 (8.4)                     | 0.91 (23)                      | 6.82 (173)                     |
| متوسط تساقط الثلوج إنش (سم)                 | 0.4 (1.0)                      | 0.8 (2.0)                      | 0.2 (0.51)                     | 0 (0)                          | 0 (0)                          | 0 (0)                          | 0 (0)                          | 0 (0)                          | 0 (0)                          | 0 (0)                          | 0 (0)                          | 2.3 (5.8)                      | 3.7 (9.4)                      |
| المصدر: The Western Regional Climate Center |                                |                                |                                |                                |                                |                                |                                |                                |                                |                                |                                |                                |                                |